# レティシア・ペイエ
レティシア・ペイエ（Laëtitia Payet 1985年10月2日- ）はフランスのエンヌボン出身の柔道選手。階級は48kg級。身長150cm。

## 経歴
2005年のU23ヨーロッパ選手権48kg級で優勝した。2006年の世界学生で3位、2007年のドイツ国際で優勝した。2008年の北京オリンピックにはフレデリク・ジョシネがいたために出場できなかったが、世界団体では決勝の日本戦で山岸絵美に敗れるなどして2位だった。2009年の地中海競技大会では3位になった。2011年から3年連続でヨーロッパ選手権で3位となった。2012年のロンドンオリンピックでは初戦でブラジルのサラ・メネゼスに有効で敗れた。2013年のグランドスラム・パリでは決勝で浅見八瑠奈に技ありで敗れて2位だった。2016年のリオデジャネイロオリンピックでは2回戦でモンゴルのムンフバット・ウランツェツェグに腕挫十字固で敗れた。

## 主な戦績
- 2005年 - U23ヨーロッパ選手権　優勝
- 2006年 - ロシア国際　3位
- 2006年 - 世界学生　3位
- 2007年 - ドイツ国際　優勝
- 2008年 - 世界団体　2位
- 2009年 - 地中海競技大会　3位
- 2009年 - グランプリ・アブダビ　3位
- 2009年 - グランプリ・青島　3位
- 2010年 - グランプリ・チュニス　2位
- 2010年 - グランドスラム・モスクワ　3位
- 2010年 - グランプリ・アブダビ　3位
- 2010年 - グランプリ・青島　2位
- 2011年 - ヨーロッパ選手権　3位
- 2012年 - ワールドカップ・ソフィア　優勝
- 2012年 - グランプリ・デュッセルドルフ　3位
- 2012年 - ヨーロッパ選手権　3位
- 2013年 - グランドスラム・パリ　2位
- 2013年 - ヨーロッパ選手権　3位
- 2015年 - アフリカオープン・チュニス　優勝
- 2015年 - アフリカオープン・カサブランカ　優勝
- 2015年 - グランプリ・ウランバートル　優勝
- 2016年 - グランプリ・サムスン　3位
- 2016年 - グランドスラム・バクー　3位

(出典、JudoInside.com)。